# Cyrtopogon stenofrons
Cyrtopogon stenofrons là một loài ruồi trong họ Asilidae. Cyrtopogon stenofrons được Wilcox & Martin miêu tả năm 1936. Loài này phân bố ở vùng Tân Bắc giới.